# Ilsa, la tigresa de Siberia
Ilsa, la tigresa de Siberia es la última película de la saga llamada Ilsa. Esta cinta ha sido traducida a algunos idiomas como Ilsa y comparte con las otras películas la misma actriz protagonista (Dyanne Thorne), temática parecida y un cartel de presentación similar (la mujer insinuando sus grandes pechos, con las piernas entre abiertas, un objeto en la mano y la mirada clavada en el espectador). Por estas similitudes algunas personas la consideran el último título de la saga.

## Inspirada en hechos reales
La Tigresa de Siberia se ambienta en Siberia, al final de la época de Stalin, en concreto en 1953.
Ilsa es la sádica y viciosa directora del Gulag 14 en el cual se reeduca a los presos al tiempo que se los atemoriza por el día y por la noche se entrega a lascivas relaciones con sus subordinados.
En el gulag los evadidos son perseguidos y asesinados al instante o llevados al recinto alambrado y allí rematados o entregados a su tigresa. Además se tortura a los presos con técnicas de reeducación, como aplicarles descargas eléctricas cuando responden erróneamente.
Pese a que las torturas tratan de ser espeluznantes, lo cierto es que resultan poco aterradoras y dan la impresión de quedarse bastante más atrás de lo que debían de ser las técnicas de lavado de cerebro soviéticas, incluso décadas después, cuando la situación no era tan horrible según denuncias de organizaciones como Amnistía Internacional.
Al igual que en las entregas anteriores, en la Tigresa de Siberia también aparece una escena lésbica entre dos subalternas del gulag, es más explícita que las anteriores, pero las protagonistas realizan un papel mucho menor que las viudas negras  o Terciopelo y Satén.
Los devaneos en el gulag terminan cuando llega la noticia de la muerte de Stalin con la entrada de un desconocido Nikita Jrushchov como Secretario General del PCUS en la URSS, lo que obliga a Ilsa y a los suyos a matar a todos los prisioneros, incendiar el campo y huir del país por miedo a las represalias. Aunque en la realidad hubo cambios de políticos y restituciones de algunos dirigentes encarcelados caprichosamente por el dictador, esos sucesos fueron más propios de los países del Pacto de Varsovia que de la propia URSS.
De ahí la película da un salto de 23 años hasta los Juegos Olímpicos de Montreal en 1976, donde Ilsa regenta una cadena de hoteles y burdeles de lujo y, por casualidades de la vida, se encuentra al prisionero más resistente de todos los que tuvo bajo su dominio.

## Polémica sobre su valoración
La Tigresa de Siberia es la única de las tres películas de la trilogía producida en Canadá y con Jean LaFleur como director en lugar de Don Edmonds; por lo demás reproduce el esquema básico de las narraciones anteriores:
- Lugar cerrado y dominado por Ilsa.
- Actos sádicos y también eróticos.
- Final con escenas de acción no excesivamente bien resueltas.
- Escenas de sadismo especialmente conseguidas. Publicaciones especializadas[cita requerida] han resaltado la del espía debajo en la nieve medio dormido que es molido por el quitanieves entre gritos de dolor.

Pero en lo referente a la narración y conducción de la historia no existe acuerdo sobre la calidad de la cinta. Para algunos es la mejor o al menos igual que las otras tres; otras fuentes la puntúan por debajo del aprobado y como la peor de la saga.
Nuevamente, se ven claros fallos en las escenas de acción, el comando soviético no parece especialmente bien entrenado ni resuelto, e Ilsa da más lástima que desprecio en el momento final del film. Como en el caso de la Hiena del harén el personaje sigue vivo, quizá para una posible cuarta entrega. Así Anchor Bay Entertainment quiso comprar los derechos de esta película cuando se realizó la remasterización; pero los propietarios no los vendieron.
La película ha sido incluida como uno de los ejemplos de Cine Gore en algunas recapitulaciones sobre el mismo.